# Ontspanningscentrum De Boô
Ontspanningscentrum De Boô is een voormalig recreatiecentrum aan de Burgemeester Osselaan in Schoonebeek dat in 1951 is ontworpen door de architect Arno Nicolaï. De gebouwen zijn bewaard gebleven, terwijl de rest van het centrum in 2012 is gesloopt.

## Kenmerken
Het centrum had oorspronkelijk een voetbalveld, een oefenterrein, een buitenbad en twee tennisbanen, die door een S-vormig complex, bestaande uit een clubhuis, kegelbanen, een squashhal en kleedruimtes van de weg werden afgescheiden. Het centrum is een voorbeeld van wederopbouwarchitectuur.
Voor de hoofdingang is een jaknikker geplaatst. Voor de deur is het logo van de NAM met grijze stenen ingelegd. Hier bevindt zich ook de eerste steen met daarop de tekst:

1950 Eerste steen gelegd door Ir. M.J.F.W.G Bolderdijk 12 october 1950

## Gebruikers
De naam is afgeleid van boô, een veehut die alleen in Schoonebeek en omgeving voorkomt. Het ontspanningscentrum is gebouwd in opdracht van de Nederlandse Aardolie Maatschappij en bedoeld voor de werknemers in Schoonebeek en omgeving. Ook de notabalen van het dorp hadden toegang tot het centrum. Voor de overige bewoners was het niet toegankelijk. Het ontspanningscentrum was lange tijd de thuisbasis van voetbalclub VV Minjak, Maleis voor olie.

## Verbouwing
In 1993 werd het centrum verbouwd door een andere architect. Nicolaï was niet tevreden met het resultaat en noteerde achter op de foto's in zijn persoonlijk archief: 'Voorbouw grote zaal verknoeit het geheel. Nieuwe glaspui met verkeerde indeling. Vandalisme.' Achter op de foto van de achterzijde van het hoofdgebouw schreef hij: 'Uitbreiding grote zaal onder het balkon - totaal volledig verknoeid. Vandalisme.' In 2013 is de NAM gestart met een totale verbouwing. Daarbij worden de eerder door Nicolaï overbodig aangeduide toevoegingen verwijderd en terug in de oorspronkelijke stijl gebracht. Eind 2014 is het provinciale monument klaar om te gebruiken als locatie om trainingen en bijeenkomsten voor NAM te organiseren. Het energielabel gaat door de verbouwing van G naar A.

## Verval
In 2010 heeft de NAM geprobeerd het complex te verkopen, maar dit is niet gelukt. Vanwege het unieke karakter het centrum, is er in 2011 door bouwhistoricus Hans Ladrak een voorstel gedaan om dit op de gemeentelijke monumentenlijst te plaatsen. Het centrum raakte in verval en er vond vandalisme plaats. De gemeente Emmen plaatste lichtmasten met sterk groen licht om vandalen te weren. In 2012 werd het centrum gedeeltelijk gesloopt: enkel de gebouwen zijn bewaard gebleven. De verbouwing die in 2013 gestart is, moet zorgen voor een vernieuwd en representatief gebouw in de dorpskern van Schoonebeek.

## Nieuwe bestemming vanaf 2014
Aan de andere kant van Schoonebeek staat de huidige trainingslocatie van de NAM, de Simwell (Simulatie Well). Op die locatie staat een boortoren waarmee geoefend kan worden. Deze faciliteiten zijn uniek in de wereld en trekken daardoor internationale technici aan. Daardoor is de capaciteit op de Simwell zelf onvoldoende. De verbouwde Boô gaat daarom vanaf eind 2014 dienen als locatie voor de theoretische lessen en instructies voor en door NAM, of aan NAM gelieerde organisaties.

## Afbeeldingen

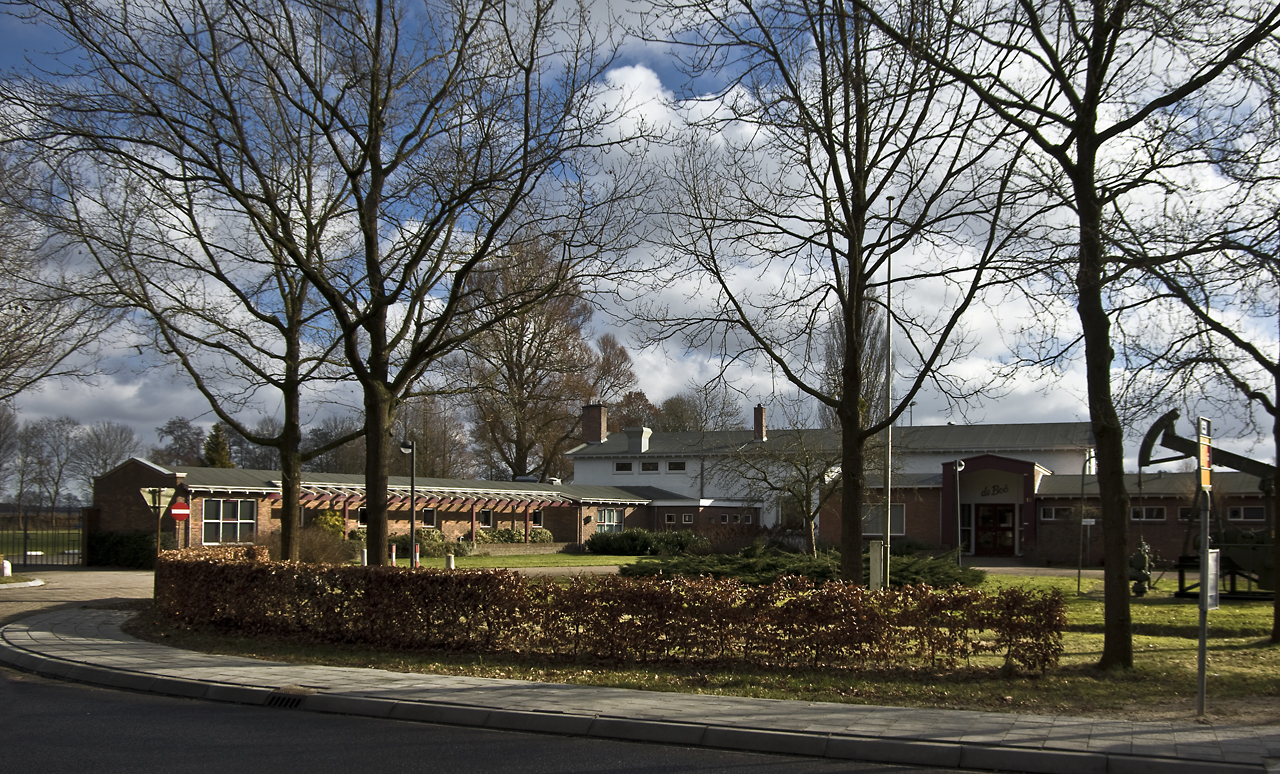
Het gehele gebouw, gezien vanaf de openbare weg
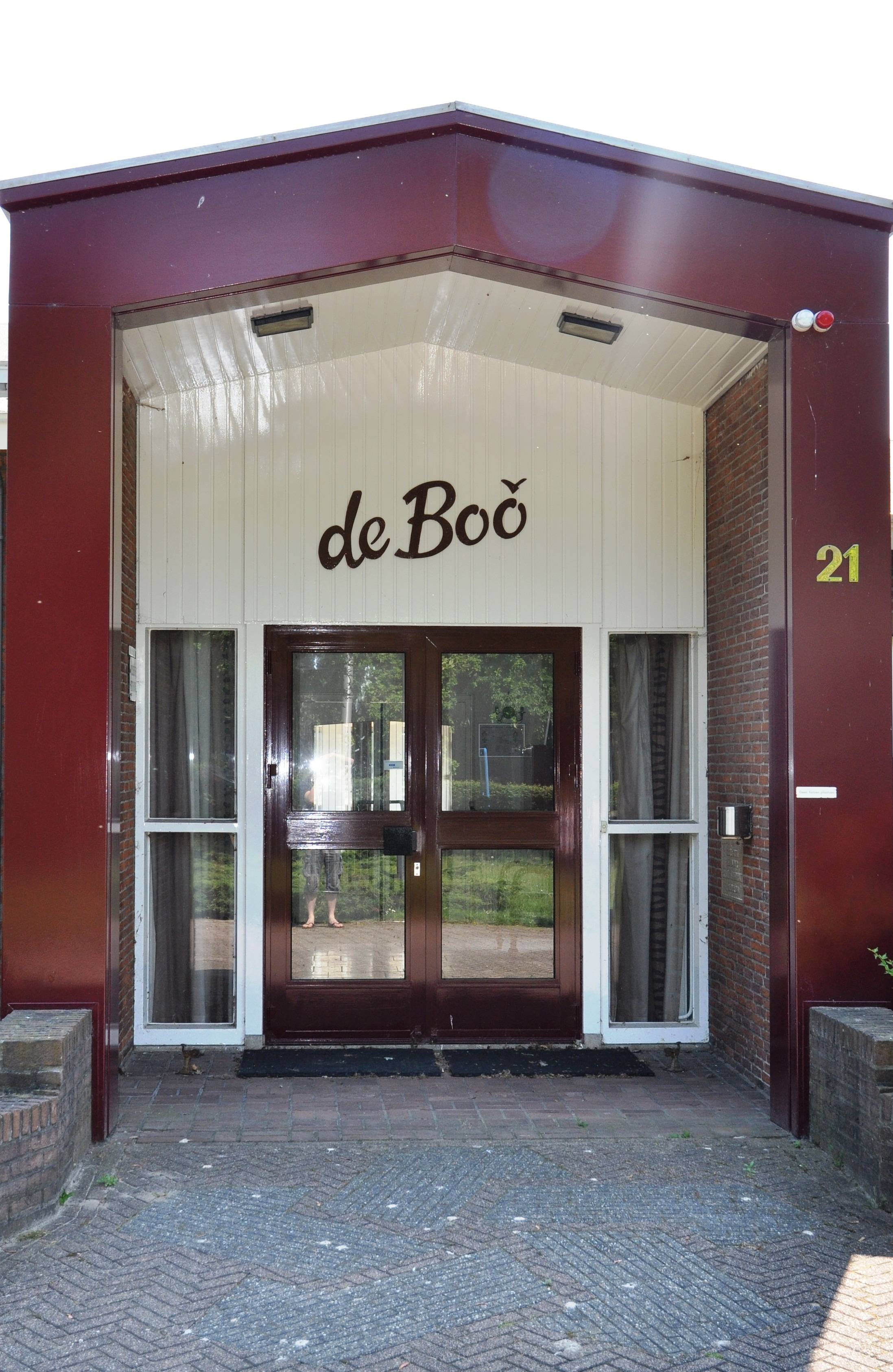
De hoofdingang met het kenmerkende flauwe dak van Arno Nicolaï
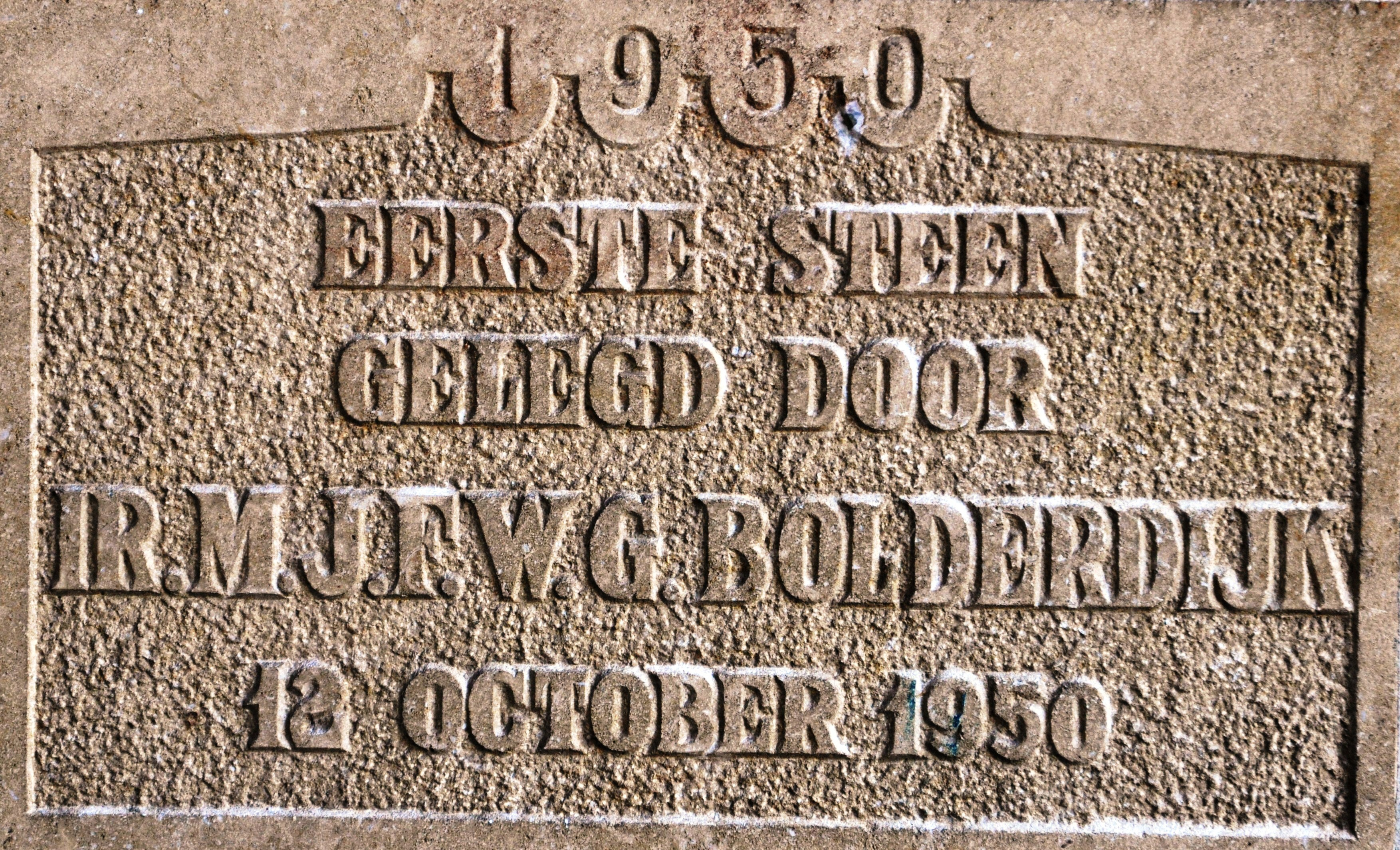
De eerste steen bij de hoofdingang
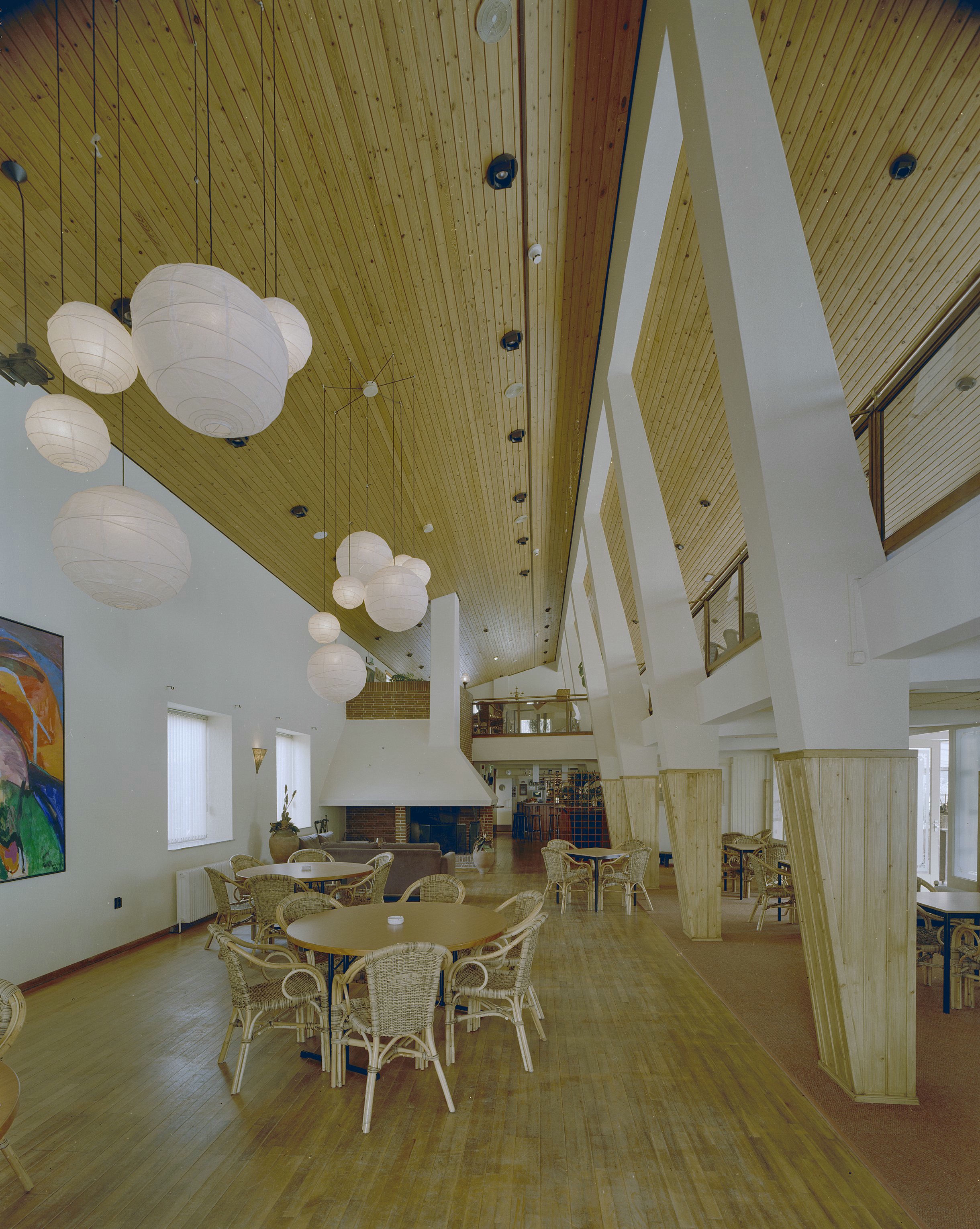
Interieur
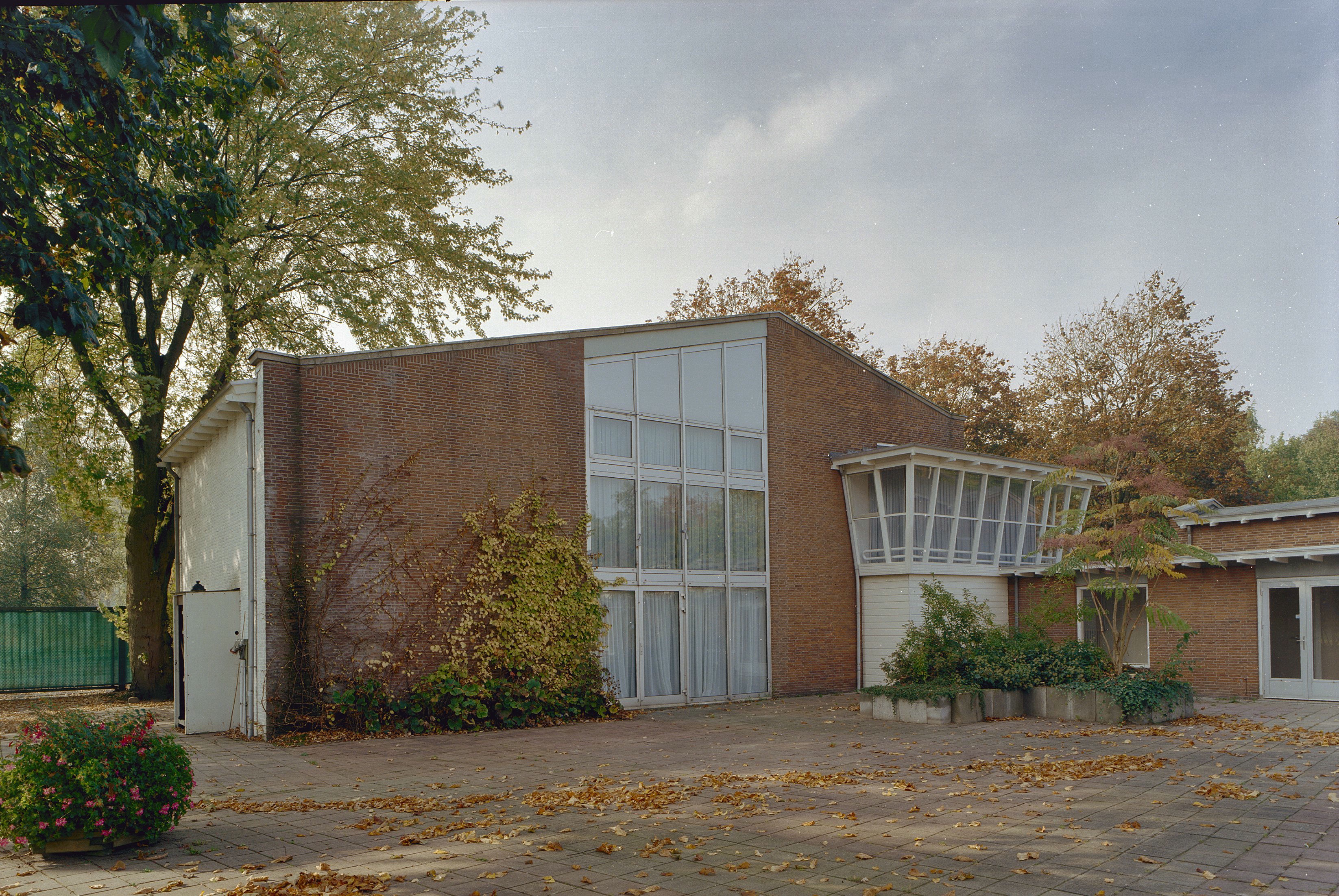
Achterzijde